# Ponik (Silésie)
Pour les articles homonymes, voir Ponik (homonymie).
Ponik est une localité polonaise de la gmina de Janów, située dans le powiat de Częstochowa en voïvodie de Silésie.